# Peter Mackenzie
Peter MacKenzie (Boston, 19 januari 1961) is een Amerikaans acteur.

## Filmografie

### Films
Selectie:
- 2017 Kings - als Leon Cole
- 2016 Rules Don't Apply - als Gene Handsaker
- 2015 Trumbo - als Robert Kenny
- 2013 42 – als blije Chandler
- 2012 Project X – als vader
- 2009 It's Complicated – als dr. Allen
- 2002 One Hour Photo – als manager hoteldesk
- 1999 Chill Factor – als technicus
- 1995 Nick of Time – als JBN verslaggever
- 1992 Lorenzo's Oil – als dokter
- 1987 Good Morning, Vietnam – als sergeant bij Jimmy Wah's
- 1987 Firehouse – als Dickson Willoughby

### Televisieseries
Uitgezonderd eenmalige gastrollen.
- 2014-2022 Black-ish - als mr. Stevens  - 168 afl.
- 2005-2021 American Dad! – als diverse stemmen – 10 afl.
- 2013-2018 It's Always Sunny in Philadelphia - als dokter - 2 afl.
- 2015-2017 Grace and Frankie - als Peter Warren - 2 afl.
- 2011-2015 Hart of Dixie – als Peter Mayfair – 12 afl.
- 2012-2013 Don't Trust the B---- in Apartment 23 – als Donald Colburn – 8 afl.
- 2006 Gilmore Girls – als dr. Schultz – 2 afl.
- 2001-2002 Off Centre – als Jay – 3 afl.
- 1999-2000 The Parkers – als coach Patrick Melville – 2 afl.
- 1996-1997 Homeboys in Outer Space – als Android Lloyd Wellington III – 7 afl.
- 1996 The Faculty – als Clark Edwards – 13 afl.
- 1991-1994 Herman's Head – als Genius – 72 afl.

- Library of Congress Control Number: no2018127907
- Virtual International Authority File: 315946233
- WorldCat: E39PBJbRjWkgPMcxMcWKV77CQq